# Джозеф Голдбергер
Джозеф Голдбергер (словац. Jozef Goldberger, угор. Goldberger József; 16 липня 1874 — 17 січня 1929) — американський лікар та епідеміолог Служби громадської охорони здоров'я США (СГЗ США). Як службовець у сфері охорони здоров’я, він був прихильником наукового та соціального визнання зв'язків між бідністю та хворобами.  Його рання робота з іммігрантами, які прибували на Елліс-Айленд, зробила його видатним дослідником у виявленні інфекційних хвороб, і він став відомим епідеміологом. 
Голдбергера чотири рази номінували на Нобелівську премію за його важливу роботу щодо зв’язку між пелагрою та неправильним харчуванням.

## Раннє життя
Ґолдбергер народився в Ґіральті, Ша́роський коміт́ат, Угорське королівство (нині Гіралтівці, Словаччина ) в єврейській родині. Наймолодший із шести дітей, він іммігрував до США разом із батьками в 1883 році і зрештою оселився в Нижньому Іст-Сайді на Мангеттені .

## Освіта
Після отримання середньої освіти Ґолдберґер вступив до міського коледжу Нью-Йорка з наміром здобути інженерну освіту. Однак випадкова зустріч у 1892 році пробудила в ньому інтерес до медицини, і він перевівся до Медичного коледжу лікарні Белв’ю (нині медична школа Нью-Йоркського університету), де у 1895 році отримав ступінь доктора медицини (M.D.). 

## Професійна кар'єра
Відкривши приватну медичну практику у Вілкс-Баррі, штат Пенсільванія, Голдбергер незабаром став шукати інтелектуальні виклики.  Він приєднався до Служби морських госпіталів США (пізніше відомої як СГЗ США) у 1899 році, обійнявши першу посаду в порту Нью-Йорка, де він проводив інспекції стану здоров’я новоприбулих іммігрантів.
У 1902–1906 роках Голдбергер обіймав ряд епідеміологічних посад у СГЗ США — у Мексиці, Пуерто-Ріко, Міссісіпі та Луїзіані . Він брав участь у зусиллях PHS по боротьбі з жовтою гарячкою, висипним тифом, гарячкою денге та черевним тифом . У 1909 році Голдбергер опублікував своє дослідження про паразитарну інфекцію, спричинену акариновим кліщем, поширену серед бідних жителів міст . Він також працював з Джоном Ф. Андерсоном, досліджуючи передачу кору та тифу. 

### Дослідження пелагри
У 1914 році головний хірург США Руперт Блу попросив Голдбергера дослідити пелагру, ендемічну хворобу на півдні США .  Раніше це було досить рідкісне явище в Сполучених Штатах, але епідемія спалахнула в 1906 році, переважно на Півдні, і тривала до 1940-х років.  До 1912 року тільки в Південній Кароліні було зареєстровано 30 000 випадків захворювання, а рівень смертності становив 40% і пелагра мала руйнівний вплив на регіон. 
Пелагра була шкірною хворобою, яка зазвичай зустрічається в тропічних регіонах. Деякі лікарі того часу вважали, що хвороба виникла внаслідок поганих генів, мікробів, що передаються повітрям, або міазмів, спричинених поганими санітарними умовами.  Теорія Голдбергера про те, що пелагра була пов’язана з дієтою, суперечила найбільш поширеній медичній думці про те, що пелагра була інфекційною хворобою. Мікробна теорія хвороб нещодавно стала популярною не лише в медичній сфері, а й у суспільній свідомості. У результаті мікробну теорію хвороб часто поширювали на набагато більше хвороб, ніж вона насправді викликала. Голдбергер, навпаки, підозрював, що справжньою причиною є дієта, і він переконався в цьому завдяки своїм спостереженням, що персонал лікарні, який тісно працював з хворими на пелагру, сам не хворів.  Крім того, хворіли на пелагру переважно бідні жителі півдня, особливо афроамериканці та сільники . Це була група, яка часто їла ситну та крохмалисту, але бідну на поживні речовини їжу, особливо кукурудзяну. 
Його дослідження пелагри спонукало його у 1914 році розпочати два паралельні експерименти.  В одному з них він вивчав два дитячі притулки, у яких спостерігалося масове поширення пелагри. У групі 172 дітей-сиріт вже було діагностовано пелагру, тоді як 168 дітей були здоровими. Завдяки федеральному фінансуванню Ґолдберґер змінив їхній раціон на більш різноманітний, додавши до нього свіже м’ясо, овочі, молоко та яйця.   Через кілька тижнів нові випадки не з’являлися, а майже всі хворі діти одужали. За два роки дослідження було зафіксовано лише один новий випадок захворювання.  
Наступний експеримент Ґолдберґер провів у санаторії штату Джорджія — найбільшій психіатричній лікарні Півдня. Як і в притулках, там спостерігався високий рівень захворюваності на пелагру. Цей експеримент включав як експериментальну, так і контрольну групу. Крім того, дослідження охоплювало дві категорії учасників — афроамериканських і білих жінок. Оцінюючи їхній раціон, Ґолдберґер прагнув перевірити свою гіпотезу. Контрольна група продовжувала отримувати звичне харчування, тоді як експериментальна — більш збалансоване. Протягом двох років половина учасниць контрольної групи захворіла, тоді як усі в експериментальній групі одужали. Насправді стан останньої групи настільки покращився, що багато учасниць залишили заклад, оскільки більше не потребували лікування. На жаль, після завершення дослідження фінансування покращеного харчування припинилося, і рівень захворюваності на пелагру в притулках і санаторії повернувся до попереднього рівня. 
Наступною метою Ґолдберґера було остаточно підтвердити зв’язок між неправильним харчуванням і пелагрою. З цією метою у 1915 році він зустрівся з графом Л. Бруером, губернатором Міссісіпі. Ґолдберґер звернувся з проханням надати йому доступ до в’язнів тюремної ферми штату Ренкін, аби спробувати викликати у них пелагру. Він обрав саме цю установу, оскільки раніше там не було зареєстровано жодного випадку захворювання. Після переговорів Бруер погодився на запит Ґолдберґера в обмін на помилування для в’язнів (деякі з яких мали особисті зв’язки з губернатором). 
Ґолдберґер провів дев’ятимісячне дослідження на 11 здорових добровольцях із тюремної ферми штату Ренкін. Учасників помістили на сувору, ретельно контрольовану кукурудзяну дієту, що не містила м’яса, молока й овочів. З часом Ґолдберґер спостерігав, як піддослідні ставали дедалі слабшими. Через шість місяців п’ятеро з одинадцяти захворіли на пелагру, а решта мали симптоми, характерні для цієї хвороби. Ув’язнені повідомляли про сильні страждання після появи симптомів, і деякі навіть намагалися вийти з дослідження, однак їм це не дозволили. 
Попри ретельність проведених експериментів, відкриття Ґолдберґера виявилося соціально й політично неприйнятним, і він не досяг суттєвого прогресу в здобутті підтримки для лікування пелагри. Окрім популярності мікробної теорії хвороб, опір чинили також південні лідери, які обурювалися, що житель Півночі звинувачує спалах хвороби у бідності, поширеній у регіоні. 
Внаслідок цього Ґолдберґер зазнав глибокого розчарування. Щоб змусити критиків замовкнути, у 1916 році він провів фінальний експеримент, який отримав назву «брудні вечірки». Він ввів кров хворих на пелагру 16 добровольцям — серед яких були він сам, його дружина та помічник — у рамках семи випробувань. У результаті учасники зазнали діареї та нудоти, але не захворіли на пелагру. Проте й цей експеримент було піддано критиці через те, що майже всі учасники були чоловіками, хоча пелагра, за поширеною думкою, частіше вражала жінок. 
Хоча Ґолдберґер встановив чіткий зв’язок між пелагрою та дієтою, йому так і не вдалося виявити конкретний дефіцит поживної речовини, що спричиняв цю хворобу.  Лише у 1937 році Конрад Елвех'єм з’ясував, що пелагру викликає брак у раціоні вітаміну B₃ (ніацину), а також знижений рівень незамінної амінокислоти триптофану. Важливий внесок у це відкриття зробив також Том Спайс.

## Смерть і спадок
Ґолдберґер помер від нирково-клітинної карциноми у Вашингтоні, округ Колумбія, 19 січня 1929 року у віці 54 років.   Після його смерті дружина Ґолдберґера отримувала пенсію в розмірі 125 доларів на місяць завдяки спеціальному закону, ухваленому Конгресом США, який визнав значущість його внеску. 
Ґолдберґера чотири рази номінували на Нобелівську премію — у 1916, 1925 роках та двічі у 1929 році.  У 1940 році Джон Несбітт зняв короткометражний фільм про Ґолдберґера під назвою «Шлях у пустелі», режисером якого став Фред Циннеманн, а головну роль виконав Шеппердом Страдвік. 
Історія дослідження Ґолдберґером пелагри була представлена у 2008 році в документальному мінісеріалі Майкла Мослі Medical Mavericks: The History of Self-Experimentation  на телеканалі BBC , а також у випуску 2012 року телешоу Dark Matters: Twisted but True на каналі Science Channel. 
У 1940 році в радіопередачі Cavalcade of America вийшов епізод під назвою «Червона смерть», присвячений дослідженням Ґолдберґером пелагри. У головних ролях виступили Рей Коллінз та Агнес Мурхед. 
Статті Голдбергера зберігаються в Національній медичній бібліотеці в Бетесді, штат Меріленд. 